# Elberta (Michigan)
Elberta – wieś w Stanach Zjednoczonych, w stanie Michigan, w hrabstwie Benzie.